# یواس‌اس هیپرون (ای‌کی-۱۰۷)
یواس‌اس هیپرون (ای‌کی-۱۰۷) (به انگلیسی: USS Hyperion (AK-107)) یک کشتی بود که طول آن ۴۴۱ فوت ۶ اینچ (۱۳۴٫۵۷ متر) بود. این کشتی در سال ۱۹۴۳ ساخته شد.